# おお、我が愛しき祖国よ
おお、我が愛しき祖国よはマダガスカルの国歌である。作詞はPasteur Rahajason、作曲はNorbert Raharisoaである。行進曲と似ており、ヨーロッパの音楽の影響を受けている。しばしばマダガスカルの音楽家によってアコーディオンで演奏される。

## 脚註
1. 1 2 3  Emoff, Ron (2002). Recollecting from the past: musical practice and spirit possession on the east coast of Madagascar. Wesleyan University Press. p. 85. ISBN 978-0819565006 2010年5月25日閲覧。